# Anthrenus flavipes
Anthrenus flavipes is een keversoort uit de familie spektorren (Dermestidae). De wetenschappelijke naam van de soort werd in 1854 gepubliceerd door John Lawrence LeConte.